# Attert
Attert (wa. Ater, lb. Atert) – miejscowość i gmina w Belgii, w Regionie Walońskim, w prowincji Luksemburg, w okręgu Arlon. 1 stycznia 2024 roku liczyła 5797 mieszkańców.

## Podział administracyjny
W skład miasta wchodzą cztery dzielnice (section):
- Nobressart (Elchenroth)
- Nothomb (Nothum)
- Thiaumont (Diedenberg)
- Tontelange (Tontelingen)

## Współpraca
Miejscowość partnerska:
- Bakałarzewo, Polska
- Bandundu, Kongo
- Kruishoutem, Flandria Wschodnia
- Taktaharkány, Węgry